# Kågegården
Kågegården är en byggnad uppförd i början av 1800-talet på Granden, Kåge som numer används som museum. Byggnaden utgörs av en timrad parstuga, eller en så kallad Västerbottensgård, med införkammare. 
År 1930 blev byggnaden den första att flyttas till Nordanå, Skellefteå. Den gar gått från att vara bostadshus till utställningshall och därefter museum och skildrar året 1904, då familjen Lundmark bodde i gården.